# فربر
فربر هي مدينة وعاصمة مقاطعة فربر في ولاية ليباب من تركمانستان.

## ما ذكره المؤرخون
قال الإصطخري:
مدينه قريبه من جيحون، ولها قرى وهى عامره خصبه.
وأما لسان بخارى فإنه لسان السغد إلا أنه يحرّف بعضه، ولهم لسان الدريّه، وأهلها يرجعون من الأدب إلي ما يفضلون به ما وراء النهر. ونقودهم الدرهم ولا يتعاملون بالدينار فيما بينهم وهى كالعرض، إلا أن لهم درهما يسمونه الغطريفىّ، وهى دراهم من حديد وصفر وآنك وغير ذلك من جواهر مختلفه قد ركّبت، فلا يجوز هذا الدرهم إلا في عمل بخارى وحده، وسكّته تصوير وهو من ضرب الإسلام، وكذلك المسيّبيّه والمحمّديّه من ضرب الإسلام. وأما زيّهم فالغالب عليهم الأقبية والقلانس على زىّ أهل ما وراء النهر، ولهم داخل الحائط وخارجه أسواق متصله معلومه في أوقات من الشهر دارّه، يجرى فيها من الشراء والبيع للثياب والرقيق والمواشى وغير ذلك مما يتسع به أهلها. ويرتفع من بخارى ونواحيها من ثياب القطن ما ينقل إلى الآفاق وكذلك البسط والمصليات وثياب من الصوف تستحسن . ويتحدث أهل بخارى أن من بركه القلعة أنه لم تخرج منها جنازه وال قط، وما عقدت فيها رايه خرجت فهزمت، وهذا من الاتفاق العجيب إن صحّ، ويقال إن أصل أهل بخارى في قديم الأيام ناقله اصطخر، وسكن ولاه خراسان من السامانيه مدينه بخارى، لأنها أقرب مدن ما وراء النهر إلى خراسان، فمن كان بها فخراسان أمامه و ماوراء النهر وراءه ولهم من حسن الطاعة وقله الخلاف على الولاه ما يؤدى إلى اختيار المقام بينهم على سائر ماوراء النهر. وأوّل ولاه خراسان من آل سامان إسماعيل بن أحمد، جاءته ولايه خراسان وهو ببخارى فاستدام المقام بها، فبقيت الولاية بها في أولاده، وقد كان ولاه ماوراء النهر يقيمون قبل ذلك إما بسمرقند وإما بالشاش وفرغانة في وجوه الترك، وكان عمل ولاه بخارى يحزر مفردا من خراسان إلى أن زالت أيام آل طاهر.
قال صاحب حدود العالم:
مدينة على ساحل جيحون. ويقع نهر مير هناك. وهي في مفازة
قال المقدسي:
مدينه على جيحون
قال المقدسي ایضاً:
من نحو هيطل بعد فرسخ قليله الضياع رخيصه الخراج حسنه الأعناب ضيّقه المياه لها قهندز عامر وبها رباطات حسنه والجامع على باب المدينة من نحو بخارى والمصلّى خارج الباب وثمّ رباط لنصر بن احمد فيه ضيافه لأبناء السبيل
قال الإدريسي:
وهي مدينة عامرة حسنة المباني ظريفة الشوارع والمسالك ولها زراعات وبساتين وهي في نفسها حصينة ومن فربر إلى مدينة بيكند مرحلة 
قال الحازمي الهمداني:
بفتح الفاء والراء وسكون الباء الموحّده، وآخره راء أخرى، ويقال: بكسر الفاء -: والأوّل أشهر -: قريه من نواحي سمرقند ينسب إليها جماعه منهم، محمّد بن يوسف الفربري، راويه "صحيح البخاري" يقال: سمع "الجامع من البخاري سبعون ألفاً، لم يبق منهم أحد رواه سوى الفربري.
قال ياقوت الحموي:
بكسر أوله وقد فتحه بعضهم، وثانيه مفتوح ثم باء موحده ساكنه، وراء: بليده بين جيحون وبخارى، بينها وبين جيحون نحو الفرسخ، وكان يعرف برباط طاهر بن علي، وقد خرج منها جماعه من العلماء والرّواه، منهم: محمد بن يوسف البخاري، راويه صحيح محمد بن إسماعيل البخاري، يقال: سمع الجامع من البخاري سبعون ألفا لم يبق أحد منهم سوى الفربري، وروى أيضا عن علي بن خشرم المروزي، روى عنه أبو زيد القاشاني وأبو محمد بن عبد الله بن أحمد بن حمّويه السرخسي وغيرهما، ومات في ثالث شوّال سنه 320، ومولده سنه 231، ومحمد بن علي بن عبد العزيز بن إبراهيم الكرابيسي ثم الفربري أبو البشر المعروف بالصغير، فقيه صالح، سمع أبا محمد عبد الكريم بن زكرياء بن سعيد الحافظ وأبا نصر أحمد بن عبد الرحمن بن أحمد الرّيغذموني، أجاز لأبي سعد، وكانت ولادته في سنه 470، وتوفي في أوائل سنه 549 بفربر.
قال أبو الفداء:
فربر: من اللباب: بلدة على طرف جيحون مما يلي بخارى من القانون، وفربر المعبر من بلاد ماوراء النهر إلى خراسان، قال ابن حوقل: هي من أعمال بخارى وهي خصبة، فرضة من جيحون ولها قرى وهي عامرة، وقد ضممناها إلى خوارزم تتميما للجدول (و لقربها من بلاد خوارزم).
قال عبد المؤمن البغدادي:
بكسر أوله، و قد فتح، و ثانيه مفتوح، ثم باء موحدة ساكنة، و راء: بليدة بين جيحون وبخارى، بينها و بين جيحون نحو الفرسخ، كان يعرف برباط طاهر بن على.
قال الحمیري:
مدينة بينها وبين بخارى ثلاث مراحل، وهي من البلاد التي خلف النهر من بلاد خراسان، وبينها وبين جيحون نحو ميل، وهي مدينة حسنة صغيرة كثيرة الجبايات كثيرة الخصب والخير، ولها قرى عامرة ورساتيق، وهي مضمومة بجملتها إلى بخارى.
و من فربر محمد بن يوسف الفربري راوية كتاب البخاري، عنه، جاء عنه أنه كان يقول: سمع كتاب الصحيح لمحمد بن إسماعيل تسعون ألفا فما بقي أحد يرويه غيري.
قال محمد بن علي البروسوي:
فربر من اللباب: بفتح الفاء والرّاء المهمله وسکون الباء الموحّده وفی آخرها راء مهمله، وفی مزیل الارتیاب: بکسر الفاء أیضا، بلده من آخر الرابع علی طرف جيحون ممّا یلی بخارى، من القانون : وهی المعبر من بلاد ما وراء النّهر إلی خراسان. طولها فو له عرضها لح م، فی الأطوال: طولها فو ل عرضها لح م.